# Grumman F-9 Cougar
Grumman F9F/F-9 Cougar byl jednomotorový proudový palubní stíhací letoun Námořnictva Spojených států objednaný v březnu 1951. Byl vyvinut z dřívějšího typu Grumman F9F Panther. Na rozdíl od přímého křídla Pantheru měl Cougar nosné plochy šípové. Také tah motoru byl zvýšen.

## Vývoj

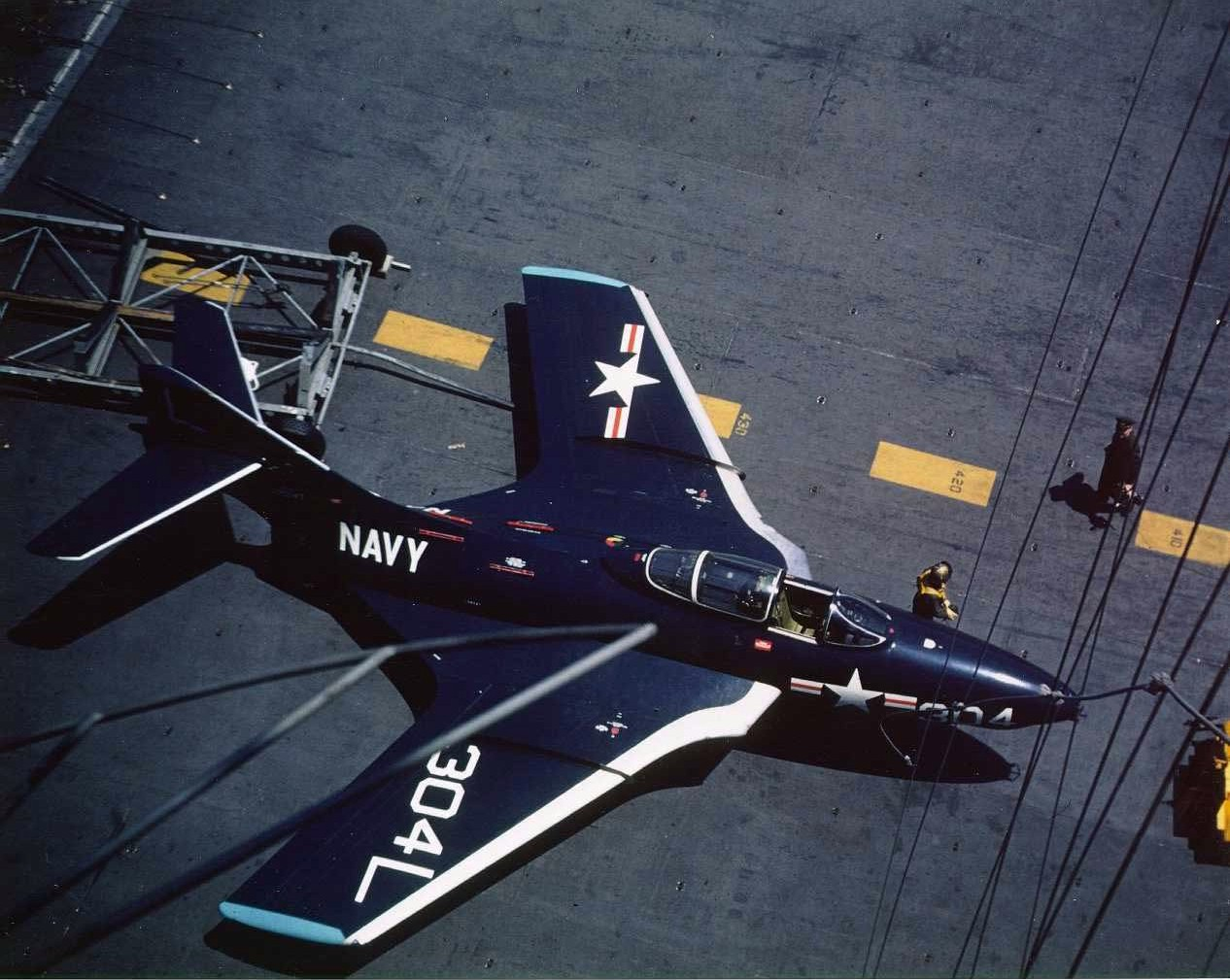
F9F-6 perutě VF-73 na USS Midway v roce 1954

Prototyp letounu Grumman XF9F-6 byl zalétán 20. září 1951. Tato velmi krátká doba od objednávky do zalétání prototypu byla dosažena využitím trupu a ocasních ploch z letounu Grumman Panther. Nově byla instalována výkonnější pohonná jednotka Pratt & Whitney J48-P-8 o tahu 32,26 kN a především nové křídlo s úhlem šípu 35° se sloty na náběžné hraně, účinnějšími vztlakovými klapkami a spoilery namísto křidélek. Po palubních zkouškách byly nové Cougary zařazeny v prosinci 1952 do výzbroje. První peruť strojů F9F Cougar, která byla skutečně nasazena, byla VF-24 z USS Yorktown v srpnu 1953, ale na korejské bojiště přišla příliš pozdě na to, aby zasáhla do leteckých bojů.
Sériové letouny Grumman F9F-6 Cougar byly vyrobeny v počtu 706 kusů, po nichž následovala série 168 shodných strojů F9F-7 s motory Allison J33-A-16A. Varianty vybavené kamerami pro taktický průzkum nesly označení F9F-6P a F9F-7P. Později se z nich staly létající rádiem ovládané bezpilotní terče F9F-6K a F9F-6K2, naváděné z letounů F9F-6D.

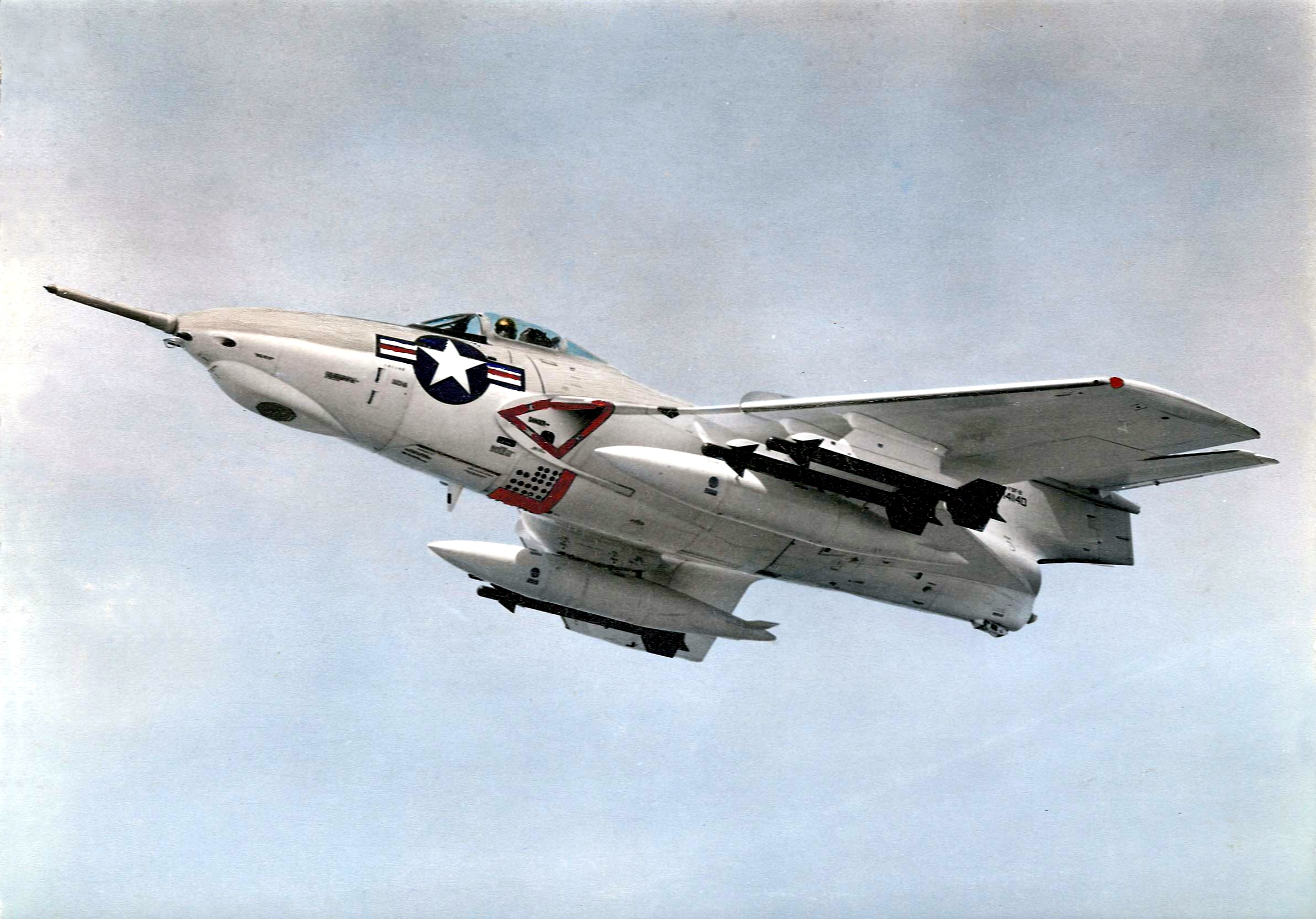
F9F-8 schopný tankovat za letu vyzbrojený střelami Sidewinder

V prosinci 1953 byly zahájeny dodávky zdokonalených F9F-8 s hloubkou křídla zvětšenou o 15 %, zdokonalenou elektronikou a nástavcem pro tankování paliva za letu. Celková produkce verze F9F-8 dosáhla počtu 712 exemplářů. 110 průzkumných strojů F9F-8P bylo vybaveno kamerami. Taktická útočná verze F9F-8B byla vyzbrojena raketami Bullpup, hlavňovou výzbroj Cougarů tvořila čtveřice kanónů M-12[zdroj⁠?!] ráže 20 mm, pod křídlo bylo možno zavěsit dvě pumy po 454 kg.
V letech 1954 a 1955 bylo postaveno 60 průzkumných letadel F9F-6P. Tyto stroje měly v nose namísto čtveřice kanónů fotografické zařízení. Kvůli tomu musel být nos letadla prodloužen o 20 cm a délka F9F-6P vzrostla na 12,86 m. Některé z těchto letadel byly vybaveny sondami pro doplňování paliva, které byly namontovány v nose.
Následně bylo vyrobeno 168 strojů ve verzi F9F-7, která byla poháněna motorem Allison J33-A-16A. Avšak stejně jako v případě typu F9F-4 Panther se ukázalo, že motor Allison je značně nespolehlivý. Proto byla později většina F9F-7 vybavená motorem Pratt & Whitney J48.
Několik F9F-8 bylo přestavěno na taktické jaderné bombardéry F9F-8B, v rámci čehož získaly "Low Altitude Bombing System" (bombardovací systém pro malé nadmořské výšky).
Bylo také postaveno 110 průzkumných strojů F9F-8P.
Poslední verzí bylo cvičné letadlo G-105 nebo F9F-8T. Jeho trup byl prodloužen a výzbroj byla zredukována na dva kanóny. Počáteční let F9F-8T se konal 4. dubna 1956 a celkově jich bylo vyrobeno 399 kusů, čímž byla dovršena v únoru 1960 produkce na 1 985 strojů. V roce 1962 byly zbylé letouny F9F-6 přeznačeny na F-9F a F9F-8 na F-9H.
Cougar byl považován za dobré a spolehlivé letadlo s vynikající ovladatelností. V 50. letech 20. století však vývoj letadel velmi rychle postupoval a stíhačky Cougar byly koncem této dekády nahrazovány výkonnějšími typy.

## Uživatelé
- Argentina
  - Argentinské námořní letectvo
- Spojené státy americké
  - United States Navy
  - United States Marine Corps Aviation

## Specifikace (F9F-6/F-9F)

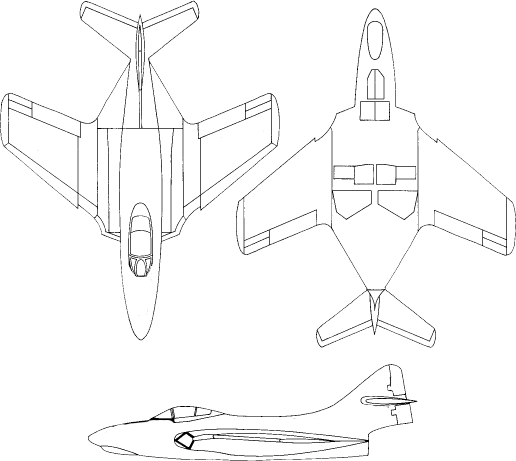
Nákres F-9 Cougar

### Technické údaje
- Osádka: 1
- Délka: 12,47 m
- Rozpětí: 10,52 m
- Nosná plocha: 27,87 m²
- Hmotnost prázdného letounu: 5 209 kg
- Vzletová hmotnost: 7 368 kg
- Maximální vzletová hmotnost: 9 525 kg
- Pohonná jednotka: 1 × proudový motor Pratt & Whitney J48-P-8A o tahu 32,25 kN

### Výkony
- Maximální rychlost: 1 051,9 km/h
- Cestovní rychlost: 870,4 km/h
- Dolet: 1 500 km bez přídavných nádrží
- Dostup: 13 564 m
- Počáteční stoupavost: 34,3 m/s
- Plošné zatížení: 34,3 m/s

### Výzbroj
- Kanóny: 4 × 20mm kanón AN/M3, 190 nábojů na zbraň
- Pumy: 2 × 454 kg puma na vnitřních závěsnících plus 2 × 227 kg puma na vnějších pylonech
- Střely: 4 × AIM-9 Sidewinder, 6 × raketa HVAR nebo Zuni ráže 127 mm